# Fustérouau
Fustérouau település Franciaországban, Gers megyében. Lakosainak száma 130 fő (2022. január 1.). Fustérouau Bouzon-Gellenave, Sorbets és Termes-d’Armagnac községekkel határos.

## Népesség
A település népességének változása:
| Lakosok száma | 149  | 120  | 102  | 126  | 128  | 131  | 134  | 134  | 135  | 130  |
|               | 1968 | 1982 | 1990 | 2006 | 2013 | 2015 | 2017 | 2019 | 2020 | 2022 |